# Bobby Avey
Bobby Avey (* 1985 in Pennsylvania) ist ein US-amerikanischer Jazzpianist, Komponist und Arrangeur.

## Leben und Wirken
Aveys Vater war Musiker; er erhielt früh Klavierunterricht; erst als er mit 15 Jahren den Jazz entdeckte, beschäftigte er sich aber intensiver mit Musik. Er studierte am Purchase Conservatory of Music (Bachelor 2007 mit summa cum laude); in dieser Zeit arbeitete er als Arrangeur und Musiker mit David Liebman, mit dem er im Duo Melodien von Schubert, Mendelssohn, Chopin, Schumann und Mahler interpretierte. Er ist auch im Quartett von Liebman tätig.
2011 legte Avey sein Debütalbum A New Face (mit David Liebman, Thomson Kneeland, Jordan Pearlson) vor, das von der New York Times als “a strong and purposeful album” gelobt wurde. Im folgenden Jahr gewann er den Thelonious-Monk-Wettbewerb in Komposition. 2013 veröffentlichte er das Solo-Piano-Album Be Not So Long to Speak mit Eigenkompositionen. Sein Quintettalbum Authority Melts from Me verarbeitet Voodoomusik und beschäftigt sich programmatisch mit dem Sklavenaufstand 1791 in Haiti.
Im Bereich des Jazz war er zwischen 2005 und 2016 an zwölf Aufnahmesessions beteiligt, u. a. auch mit Bob Dorough und Jay Rattman.

## Diskographische Hinweise
- Dave Liebman & Bobby Avey: Vienna Dialogues (Zoho 2006)[4]
- Authority Melts from Me (Whirlwind 2014, mit Miguel Zenón, Ben Monder, Thomson Kneeland, Jordan Perlson)[5][6]
- Inhuman Wilderness (Inner Voice 2016, mit John O’Gallagher, Thomson Kneeland, Jordan Perlson)[7]